# William Fox Talbot

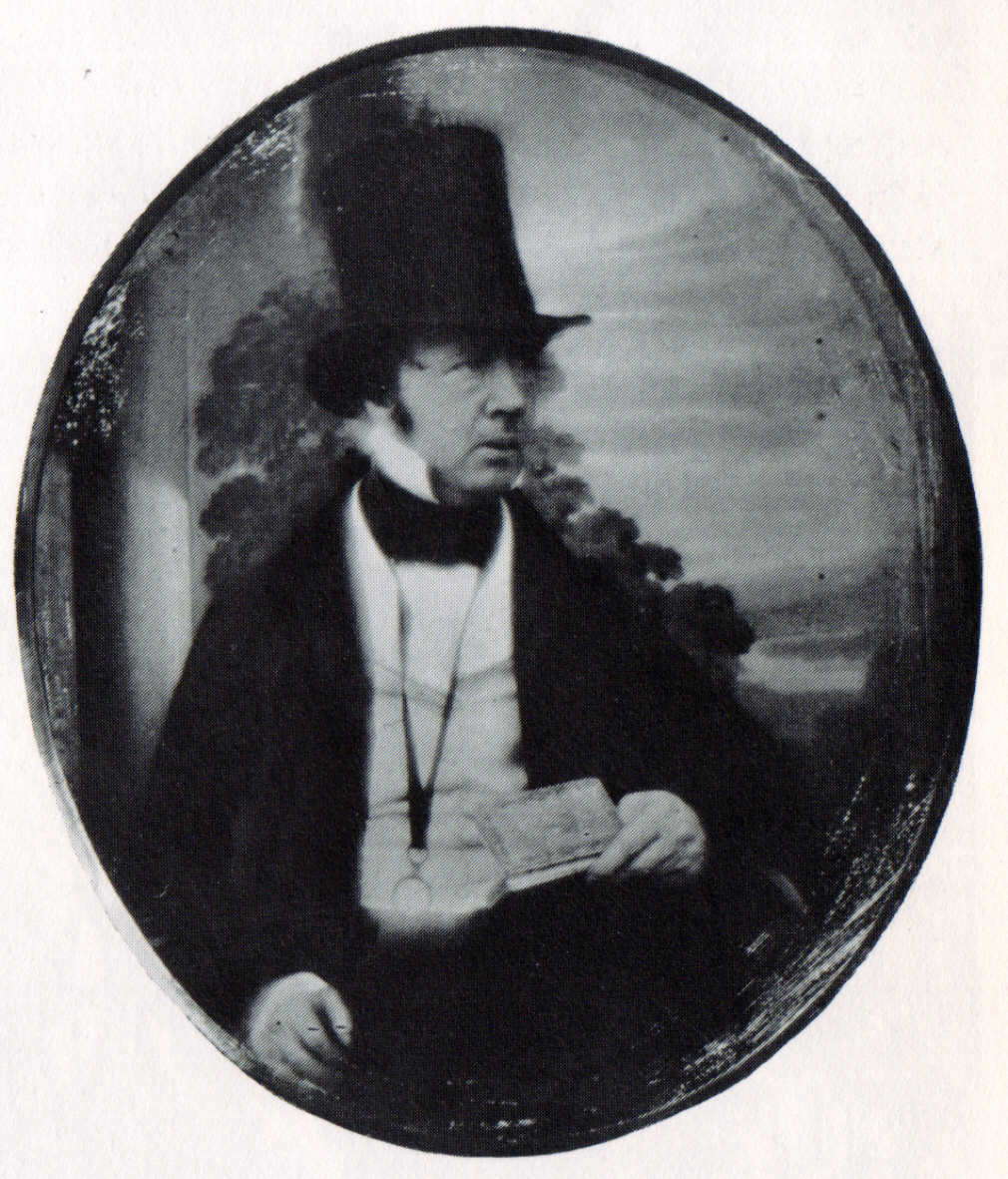
William Henry Fox Talbot 1844

William Henry Fox Talbot (Melbury, Dorset, Verenigd Koninkrijk, 11 februari 1800 - Lacock, Wiltshire, 17 september 1877) was een Brits fotograaf.

## Leven en werk
Talbot was van goede komaf. Hij bezocht eerst de middelbare school in Harrow (Londen) en rondde de Universiteit van Cambridge in 1826 af.
Talbot geldt als uitvinder van het negatiefproces in de fotografie, dat meerdere afdrukken van een negatief van een afbeelding mogelijk maakte. Tot dan was elke foto een uniek exemplaar. In 1841 patenteerde hij na lang experimenteren de calotypie, ook wel 'talbotypie' geheten, een chemisch proces om een negatief af te drukken op papier.
In de veertiger jaren van de negentiende eeuw werkte hij samen met Nicolaas Henneman (in Nederland geboren), aanvankelijk zijn huisknecht, maar later zijn vriend en assistent.

## Galerij

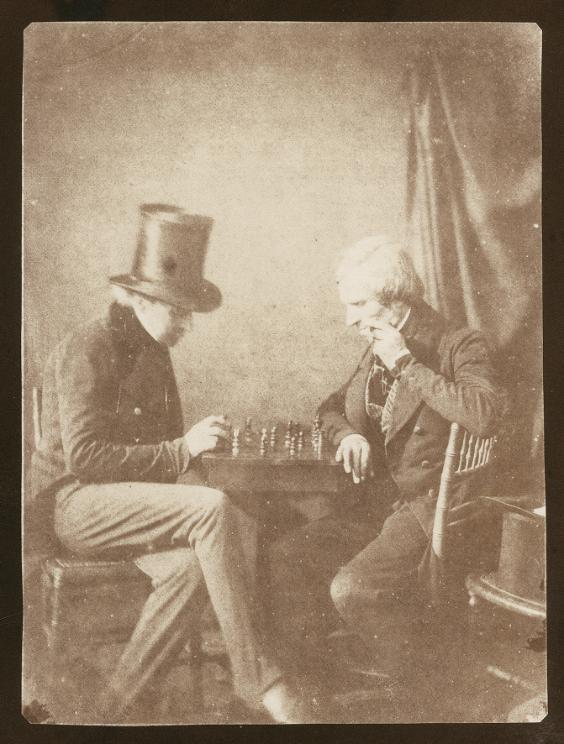
The Chessplayers, Bijzondere Collecties, Universiteitsbibliotheek Leiden
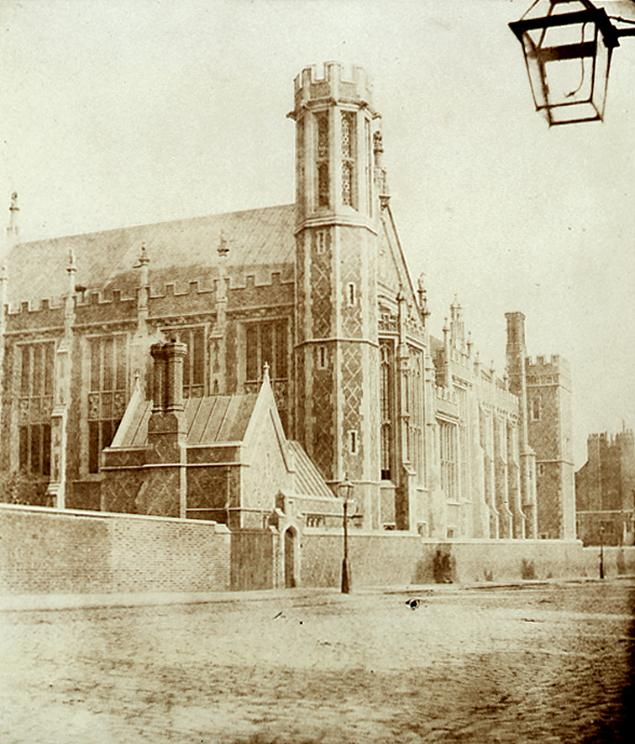
Bijzondere Collecties, Universiteitsbibliotheek Leiden
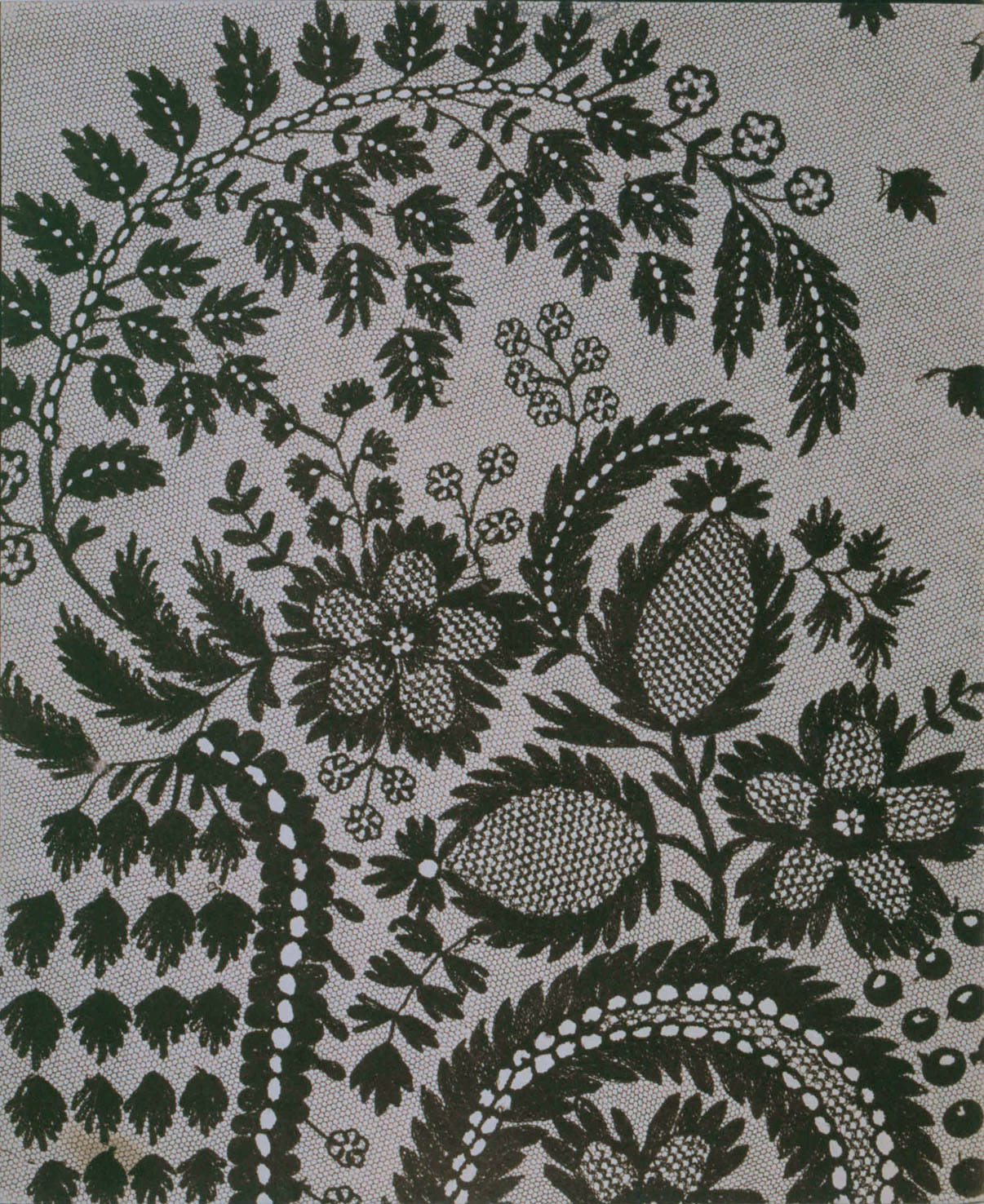
Bijzondere Collecties, Universiteitsbibliotheek Leiden
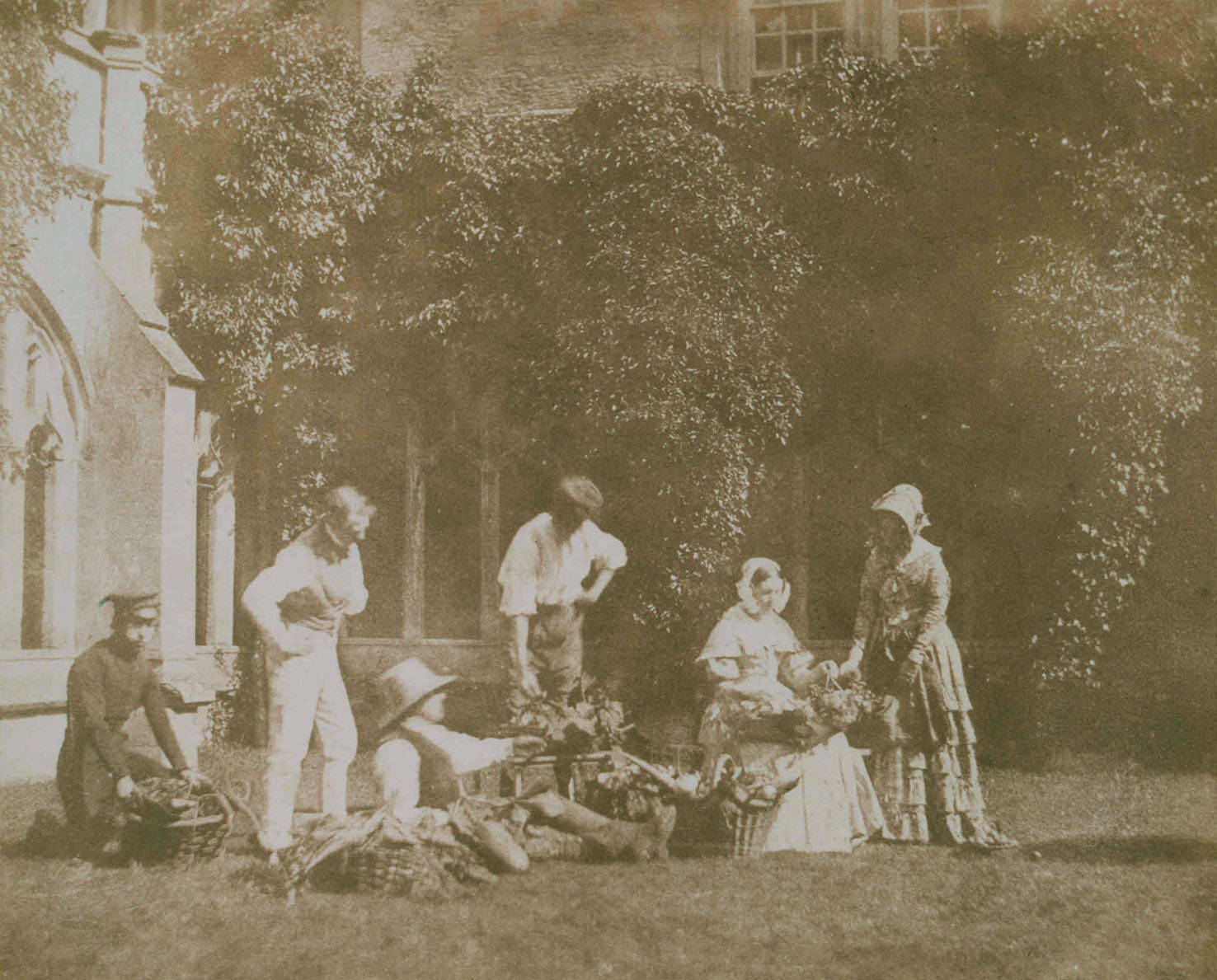
The Fruitsellers Bijzondere Collecties, Universiteitsbibliotheek Leiden
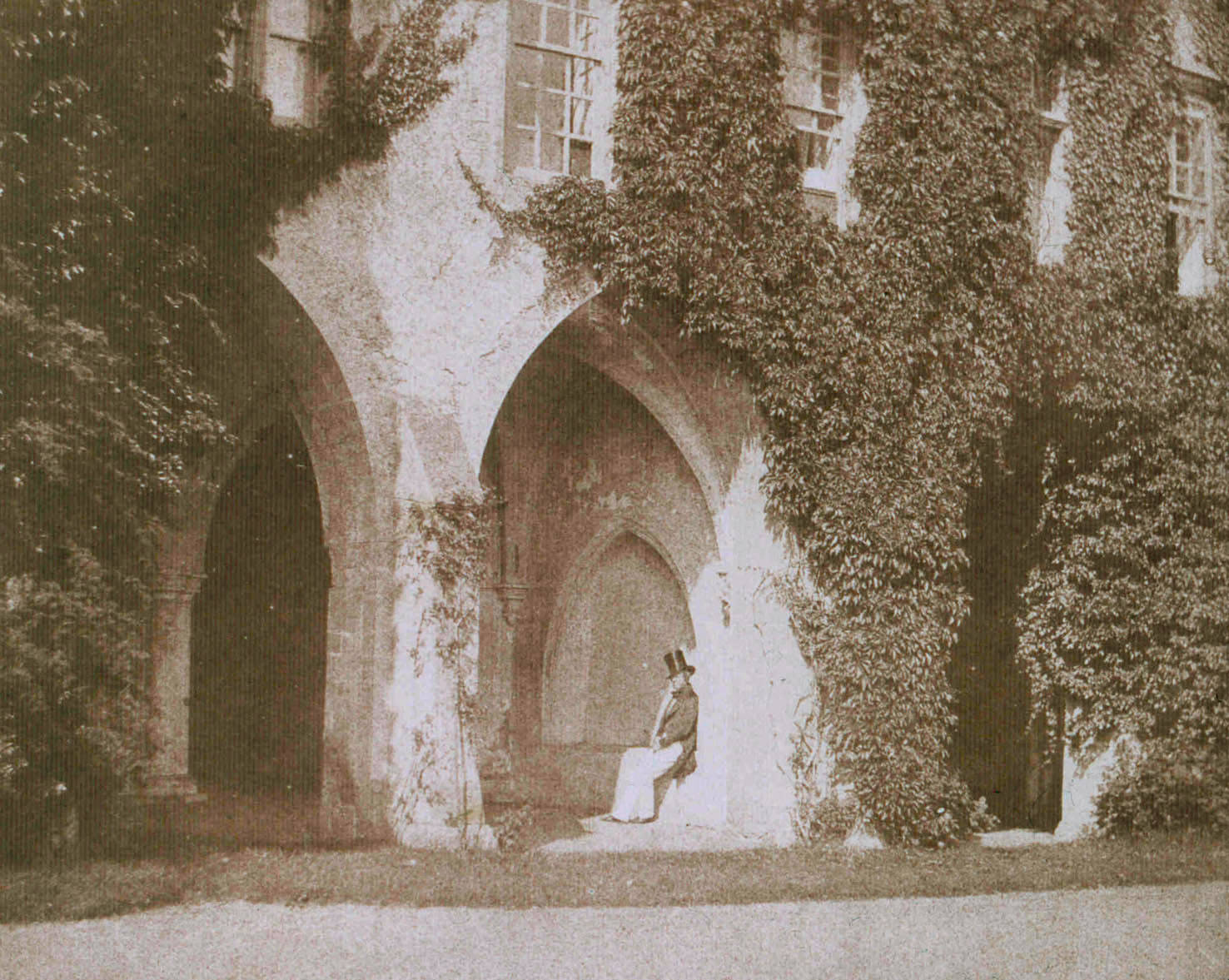
Lacock Abbey; Rev. Calvert Jones, Bijzondere Collecties, Universiteitsbibliotheek Leiden
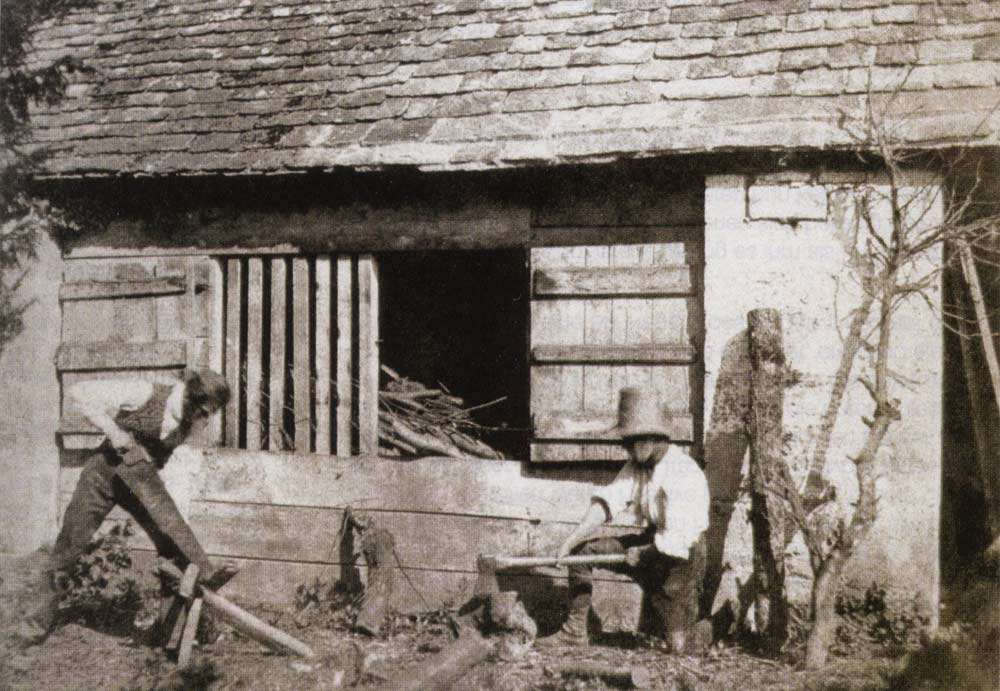
Timmerlieden in Lacock, uit 1842/43